# Filipp Iwanowitsch Golikow

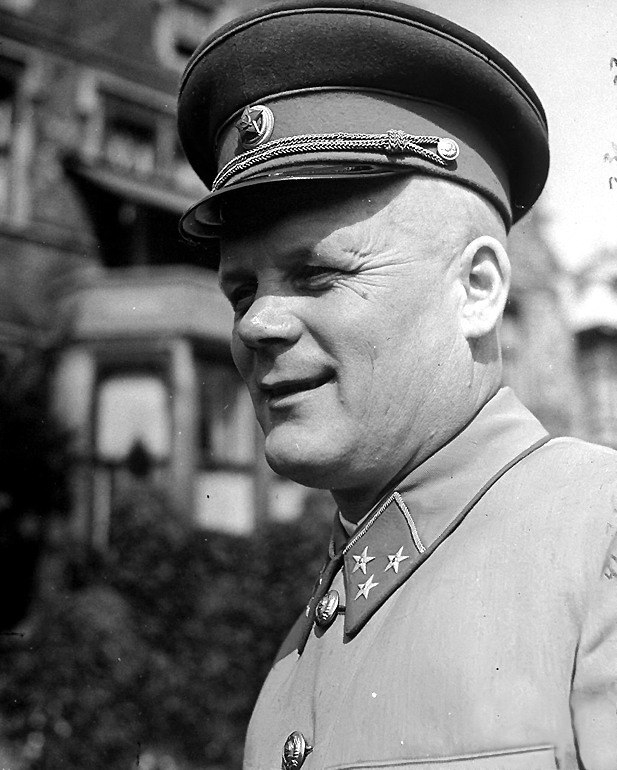
Filipp Iwanowitsch Golikow um 1940 als Generalleutnant

Filipp Iwanowitsch Golikow (russ. Филипп Иванович Голиков; * 16. Julijul. / 29. Juli 1900greg. in der Oblast Kurgan, Westsibirien; † 29. Juli 1980 in Moskau) war Oberbefehlshaber der Woronescher Front und Chef des militärischen Geheimdienstes GRU sowie der politischen Hauptabteilung der Roten Armee und Marschall der Sowjetunion.

## Leben
Golikows Vater war Dorfarzt aus bäuerlicher Familie, seine Mutter arbeitete als Krankenschwester, er war das älteste von drei Kindern. Zunächst war er entschlossen, in die Fußstapfen seines Vaters als Arzt zu treten und bekam nach mit Auszeichnung absolvierter Grundschule ein Stipendium für eine höhere Schule. Der Zwang zu guten Noten und zu zusätzlicher Arbeit prägten ihn, Ehrgeiz, Engagement und harte Arbeit wurden zu seinem Charakteristikum. Durch seinen Vater, der für seine kommunistischen Überzeugungen auch einen Gefängnisaufenthalt in Kauf nahm, wurde er kurz nach der Oktoberrevolution Mitglied der KPdSU, war im April 1918 bereits Redakteur der örtlichen Ausgabe der Iswestija und propagierte die Weltrevolution.

### Frühe Karriere
Noch vor Vollendung seines 18. Lebensjahres trat er in ein Schützenregiment ein, das gegen die Weiße Armee und die Tschechoslowakischen Legionen im Ural kämpfte. Obwohl er sich im Kampf bewährte, wurden seine agitatorischen Fähigkeiten höher eingeschätzt und man schickte ihn auf die Petrograder Offiziersschule, wo zu dieser Zeit die Schulung als Agitator im Vordergrund stand. Nach Absolvierung mit Auszeichnung wurde er als Politoffizier der 3. Armee zugeteilt, kam aber bald zu einer Spezialabteilung, deren Aufgabe es war, den Widerstand gegen die Entkulakisierung zu unterdrücken. 1933 absolvierte er den Generalstabskurs an der Frunse -Akademie. Seit Oktober 1933 war er Kommandeur der 61. Schützen-Division im Militärbezirk Wolga, ab September 1936 führte er die 8. separate mechanisierten Brigade und seit Juli 1937 war er Kommandeur des 45. mechanisierten Korps im Militärbezirk Kiew. Dann wurde er Chef der politischen Abteilung im Verteidigungsministerium, wo er eine offiziell verschleierte, jedoch sicherlich zentrale Rolle bei der Liquidierung der Leningrader Opposition (siehe Sergei Mironowitsch Kirow), wie auch bei den Säuberungen des Jahres 1937 spielte. Im Januar 1938 wurde er zum Mitglied des Militärrats des belorussischen Militärbezirks ernannt und kommandierte beim Überfall auf Polen am 17. September 1939 die 6. Armee, wo er sich – wie im finnisch-sowjetischen Winterkrieg – als Truppenführer bewährte. Am 4. Juni 1940 wurde er zum Generalleutnant befördert.
Im Juli 1940 wurde er überraschend zum Chef des militärischen Geheimdienstes GRU ernannt, sein Vorgänger Proskurow war in Ungnade gefallen. Um das Ansehen des GRU stand es zu diesem Zeitpunkt schlecht, Stalin traute grundsätzlich keinen bearbeiteten Quellen, sondern ließ sich die wichtigsten Unterlagen im Original vorlegen, lediglich eine knappe Beurteilung war gestattet. Als Hauptproblem erschien Stalin zu dieser Zeit ein möglicher Friedensschluss Großbritannien-Deutschland, besonders beunruhigt war er deshalb über den Flug von Hitlers Stellvertreter Rudolf Heß und die Geheimhaltung der Briten in dieser Angelegenheit. Golikow informierte Stalin 1941 laufend über den deutschen Aufmarsch. Der überraschende deutsche Überfall auf die Sowjetunion wurde ihm jedenfalls nicht angelastet, er wurde vielmehr von Stalin ausgewählt, um gemeinsam mit Vizeadmiral Karlamow Verhandlungen über Hilfslieferungen mit den Alliierten zu führen, die besonders in den USA erfolgreich verliefen.

### Kommandos im Zweiten Weltkrieg
Im Zuge der katastrophalen militärischen Situation im Herbst 1941 wurde Golikow nach Moskau berufen und mit der Aufstellung der 10. Armee beauftragt, die im Rahmen der Westfront unter Schukows nach der Schlacht um Tula ab 6. Dezember erfolgreich an der sowjetischen Gegenoffensive teilnahm.
Im Februar 1942 übernahm Golikow als Nachfolger von Jeremenko die Führung der 4. Stoßarmee, welche gerade die Toropez-Cholmer Operation beendet hatte. Generalleutnant Golikow übernahm am 3. April 1942 die Führung der neu formierten Brjansker Front und ab Juli 1942 die Woronesch-Front. Während der Woronesch-Woroschilowgrader Operation verlor er im Strudel des deutschen Vorstoßes zum Don-Abschnitt, die Masse seiner Truppen, was seinen Ruf als Truppenführer nachhaltig schädigte.
Im August 1942 wurde Golikow zum stellvertretenden Oberbefehlshaber der 1. Gardearmee bei der Südost- und Stalingrader Front ernannt und nahm an der Schlacht von Stalingrad teil. Seit September 1942 war er stellvertretender Oberbefehlshaber der Stalingrader Front. Anfang Oktober 1942 wurde er an den nördlichen Bereich der Ostfront versetzt und kurzfristig als Stellvertreter Timoschenkos zum Oberbefehlshaber der Truppen der Nordwestfront ernannt.
Schon am 22. Oktober 1942 übernahm er nochmalig die Führung der Woronesch-Front, mit welcher er im Januar 1943 aus dem Raum Woronesch die Operation Ostrogoschsk-Rossosch durchführte und die Hauptstreitkräfte der ungarischen 2. Armee samt dem italienischen Alpinikorps zerschlagen konnte. Für diesen Erfolg wurde er am 19. Januar 1943 zum Generaloberst befördert. Bei der folgenden Woronesch-Kastornoje-Operation vom 24. Januar bis 17. Februar 1943 wurden große Teile der deutschen 2. Armee eingekesselt und zum Rückzug gezwungen. Golikows Fronttruppen erreichten nach Anlaufen der Operation Swesda am 16. Februar die Rückeroberung von Charkow. Als er jedoch Charkow Mitte März im Zuge eines deutschen Gegenangriffes – während der sog. Dritten Schlacht um Charkow – wieder verlor, war seine Karriere als Truppenführer endgültig beendet.

### Politische Karriere
Im April 1943 wurde er zum stellvertretenden Verteidigungsminister ernannt, war aber lediglich für Personalfragen zuständig. In dieser Funktion war er für die Rückführung sowjetischer Bürger aus Kriegsgefangenschaft und Zwangsarbeit verantwortlich.
Am 8. Mai 1959 folgte seine Rangerhöhung zum Armeegeneral, schon 1 Jahr zuvor wurde ihm die wichtigste Funktion seiner Laufbahn übertragen, jene des Chefs der politischen Hauptverwaltung des Heeres und der Marine, die er vier Jahre lang bekleidete und am 8. Mai 1961 zur Verleihung des Titels eines Marschalls der Sowjetunion führte.
Da er unter Chruschtschow für den Parteiausschluss von Altstalinisten wie Malenkow, Kaganowitsch und Molotow gestimmt und Chruschtschows Kubapolitik kritisiert hatte, fand er sich zwischen zwei Stühlen wieder und wurde am 11. Mai 1961 entlassen. Es gelang ihm im Ruhestand nicht, sich zu rehabilitieren, wodurch ihm Tätigkeiten in Forschungseinrichtungen verwehrt blieben. Auch die anderen Marschälle mieden ihn, den Politkommissar, der tief in die Säuberungen verwickelt, in die militärische Hierarchie eingedrungen war.